# Contea di Wellington (Canada)
La contea di Wellington  è una contea dell'Ontario, Canada di 200 425 abitanti, che ha come capoluogo Guelph.

## Municipalità (Comuni)
- Township di Centre Wellington
- Città di Erin
- Township di Guelph/Eramosa
- Township di Puslinch
- Township di Mapleton
- Città di Minto
- Township di Wellington North